# Ellipsomarginulina
Ellipsomarginulina es un género de foraminífero bentónico considerado un sinónimo posterior de Marginulina de la subfamilia Marginulininae, de la familia Vaginulinidae, de la superfamilia Nodosarioidea, del suborden Lagenina y del orden Lagenida. Su especie tipo era Marginulina raphanus. Su rango cronoestratigráfico abarcaba el Eoceno.

## Discusión
Algunas clasificaciones incluirían Ellipsomarginulina en la Familia Marginulinidae.

## Clasificación
Ellipsomarginulina incluía a la siguiente especie:
- Ellipsomarginulina raphanus †